# Lotten Andersson
Lotten Katrin Andersson, född 5 januari 1950, är en svensk simmare. Hon tävlade för Timrå AIF och Linköpings ASS.
Andersson tävlade som 14-åring för Sverige vid olympiska sommarspelen 1964 i Tokyo, där hon var en del av Sveriges lag som slutade på femte plats på 4 x 100 meter frisim. Vid olympiska sommarspelen 1968 i Mexico City tävlade hon i tre grenar.
1967 tilldelades hon Stora grabbars och tjejers märke. Efter simkarriären har Andersson jobbat som lärare.